# Louise André
Louise André (Marie Jeanne Baril; * 26. Februar 1913 in Saint-Tite, Québec; † 10. April 2001 in Montreal) war eine kanadische Sängerin und Gesangslehrerin.

## Leben
Jeanne Barril absolvierte ihre musikalische Ausbildung am Pensionnat Mont-Royal, an der École Vincent-d’Indy sowie an der Universität Montreal, wo sie die Grade Bachelor (1938), Master (1940), Lizentiat (1942) und Doktor der Musik (1957) erhielt. Ihre Gesangslehrer waren Alfred Lamoureux und Rodolphe Plamondon, Komposition studierte sie bei Claude Champagne. Eine weiterführende Ausbildung absolvierte sie 1953–54 am Pius XII Institute (Villa Schifanoia) in Florenz bei Roberto Lupi. Von 1932 bis 1967 war sie als Sœur Louise-Andrée Mitglied im Orden der Schwestern vom Heiligen Namen Jesu und Mariens (Sœurs des Saints Noms de Jésus et de Marie, SNJM).
Im Mittelpunkt des Interesses Louise Andrés stand ihre Tätigkeit als Gesangslehrerin. Ihre Dissertationsarbeit trug den Titel L’éducation de l’artiste chanteur. Von 1935 bis 1982 unterrichtete sie an der École Vincent-d’Indy, von 1965 bis 1983 an der Universität Montreal (ab 1980 als professor emeritus). Weiterhin war sie von 1967 bis 1972 Gesangslehrerin am Conservatoire de Chicoutimi und von 1972 bis 1977 an der Universität Ottawa. Von 1984 bis 1987 war sie Präsidentin der Académie de musique du Québec (AMQ).
Zu Louise Andrés Schülern zählen u. a. Claire Grenon-Masella, Christine Harvey, Marie Laferrière, Nicole Lorange, Gloria Richard, Roland Richard und Sylvia Saurette. 1984 erhielt sie die Canadian Music Council Medal, 1991 den  Prix de musique Calixa-Lavallée.